# Zagroda Lachowska „Kubalówka”
Zagroda Lachowska „Kubalówka” lub Zagroda Podegrodzka „Kubalówka” – drewniana, lachowska zagroda, znajdująca się w Podegrodziu. Nazwa zagrody związana jest z rodziną Krzysztofa Bodzionego (założyciela zagrody), gdyż dawniej nazywano ich Kubalami.

## Historia
Proces odtwarzania rozpoczął się w 2000 roku. Pierwszy w zagrodzie pojawił się spichlerz, zwany potocznie Sołek. To w nim na początku przechowywano wszystkie zbiory. W 2003 roku przeniesiona do zagrody została zrębowa chałupa z 1858 roku. Renowacji „skansenu” podjął się sam założyciel – Krzysztof Bodziony. Większość wykonał sam, przy pomocy rodziny i mieszkańców wsi. Również w wyposażenie zagrody w zabytkowe przedmioty zaangażowali się mieszkańcy Podegrodzia.

## Ekspozycja
W skład zagrody wchodzą:

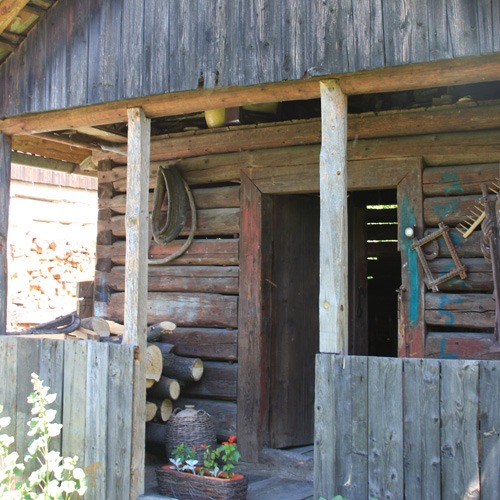
Spichlerz

- drewniana chałupa – z XIX wieku, budowana zrębowo. W sieni znajdują się m.in. narzędzia do obróbki lnu i konopi, narzędzia bednarskie, stolarskie, dekarskie, żelazka, jarzma, części uprzęży. W kuchni większą część zajmuje piec z paleniskiem i otworem chlebowym. Całość wystroju kuchni dopełniają m.in. tradycyjne sprzęty kuchenne, zdobione meble (np. ławki, kredens, stół) oraz ceramiczne naczynia. W izbie znajdują się przede wszystkim meble, są to m.in. łóżka, kredens, zdobione skrzynie, żerdź (na niej prezentowane są tradycyjne stroje podegrodzkie). Na ścianach wisi kilkanaście religijnych obrazów, przyozdobionych kwiatami z bibuły.
- drewniany spichlerz
- drewniana kuźnia – wewnątrz znajduje się palenisko z miechem i kowadłem oraz tradycyjne narzędzia.